# Achille Ernest Oscar Joseph Delesse
Achille Ernest Oscar Joseph Delesse [ejtsd: delessz] (Metz, 1817. február 3. – Párizs, 1881. március 24.) francia mineralógus és geológus.

## Munkássága
Legfőbb érdeme, hogy tüzetesen tanulmányozta a pszeudomorfózisokat és a kőzetek metamorfizálást, mely tanulmányai Études sur le métamorphisme des roches (1857-58) cím alatt jelentek meg. 1845-től haláláig egyre közölt kisebb-nagyobb értekezéseket az Annales des sciences, a Journal de physique et de chimie, a Bulletin meg a Mémoires de la Société géologique című folyóiratokban. 1860-tól kezdve 18 évig szerkesztette a Revue de géologie-t. Egyik igen nevezetes és értékes munkája: Lithologie du fond des mers (atlasszal). Agronómiai és hidrológiai térképeket is adott ki, főleg Párizs környékéről.

## Külső hivatkozások
- Életrajz franciául